# Шотт, Отто
 Фридрих Отто Шотт (17 декабря 1851 — 27 августа 1935) — немецкий химик. Заложил основы производства современного оптического стекла, создал многие виды специальных стекол, сыгравших ключевую роль в развитии оптики.
Отто Шотт занимался исследованием использования лития в новом типе оптического стекла и разработал новый тип оптического стекла исключительно для микроскопов Карла Цейса.
В 1884 году Отто Шотт организовал в Йене полномасштабное оптическое производство. Предприятие было названо Jenaer Glaswerk Schott & Genossen. Акции принадлежали Карлу Цейсу, Эрнсту Аббе и Фридриху Отто Шотту.